# Salem (Gemeinde)
Koordinaten: 59° 12′ N, 17° 46′ O

Salem ist eine Gemeinde (schwedisch kommun) in der schwedischen Provinz Stockholms län und der historischen Provinz Södermanland. Der Hauptort der Gemeinde ist Salem, eigentlich Salemstaden, doch hat sich dieser Name nie durchgesetzt. Die Gemeinde besteht aus zwei Teilen, Salem und Rönninge.

## Geschichte
Das Kirchspiel (socken) Salem hieß bis zur Mitte des 17. Jahrhunderts Slaem, dann änderte man den Namen nach dem biblischen Vorbild in Salem ab.
Im Ort liegen die Gräberfelder von Bergaholm.